# Thomas Kailath
Kailath Thomas (Pune, India, 7 de junio de 1935) es un ingeniero eléctrico indio, especialista en teoría de la información, ingeniería de control. Además, es empresario y profesor Emérito de Ingeniería, en la Universidad de Stanford. El Profesor Kailath ha escrito varios libros, entre ellos el conocido Sistemas lineales, que es considerado como uno de los libros más referenciados en el ámbito de los sistemas lineales. Thomas Kailath aparece como uno de los investigadores más citados por la base de datos científica ISI.
En 2009, fue galardonado con el Premio Fundación BBVA Fronteras del Conocimiento en la categoría de Tecnologías de la Información y Comunicación.

## Publicaciones
Posee casi 400 publicaciones, entre las que destacan:
- 1979, Linear Systems (Prentice-Hall Information and System Science Series) (1979, Prentice Hall, ISBN 978-0-13-536961-6)
- 1987, Indefinite-Quadratic Estimation and Control: A Unified Approach to H2 and H-infinity Theories (Studies in Applied and Numerical Mathematics) con Ali H. Sayed & Babak Hassibi (1987, Society for Industrial & Applied Mathematics, ISBN 978-0-89871-411-1)
- 1997, Discrete Neural Computation: A Theoretical Foundation con Kai-Yeung Siu & Vwani Roychowdhury (1997, Prentice Hall, ISBN 978-0133007084)
- 2000, Linear Estimation con Ali H. Sayed & Babak Hassibi (2000, Prentice Hall, ISBN 978-0-13-022464-4)